# Anca Petrescu
Mira Anca Victoria Petrescu Mărculeț (n. 20 martie 1949, Sighișoara, Mureș, România – d. 30 octombrie 2013, București, România), cunoscută sub numele de Anca Petrescu, a fost un arhitect și politician român. A lucrat ca șef proiect arhitectură și șef proiect complex la Casa Poporului. Este autor unic al proiectului Casa Poporului, actualmente Palatului Parlamentului, precum și al altor proiecte în Cuba, SUA, Franța, Maroc etc. A fost membră al ordinului arhitecților români și ordinului arhitecților francezi.  

## Biografie
Anca Petrescu s-a născut pe 20 martie 1949 în Sighișoara, ca fiică a cunoscutului medic chirurg și director de spital, Traian Petrescu. Copilăria Ancăi Petrescu a fost umbrită de arestul tatălui ei în mai multe rânduri, care lupta vehement împotriva comunismului. Anca Petrescu nu va deveni niciodată membră de partid în perioada comunistă.
Anca Petrescu a terminat școala și liceul german Joseph Haltrich din Sighișoara, ca apoi să plece la București pentru a se înscrie la Facultatea de Arhitectură Ion Mincu. A absolvit facultatea în 1973 având ca subiect de diplomă un ansamblu de conferințe, hoteluri și un centru de informatică-bibliotecă pe Dealul Arsenalului, sub conducerea profesorului Octav Doicescu.
În perioada 1977-2013 a proiectat Casa Poporului. A publicat peste 350 de articole legate de acest proiect atât în țară cât și peste hotare.
Între 2004 - 2008 a fost aleasă deputat de Mehedinți pe listele PRM.
Pe 5 august 2013 a suferit un accident de mașină lângă Timișoara. A fost internată la spitalul de urgență din Timișoara ca ulterior să fie transferată în septembrie la spitalul de urgență Floreasca din București. Anca Petrescu a murit după o luna de comă la data de 30 octombrie 2013.

## Casa Poporului

### 1977-1989

Casa Poporului

În aprilie 1977 s-a publicat începerea concursului la nivel național, ca urmare a dezastrului creat de cutremurul din 4 martie 1977. La concurs a participat și tânăra arhitectă Anca Petrescu în vârstă de numai 28 de ani, împreună cu un mic colectiv de arhitecți. Printre participanți la concurs a fost și academicianul Octav Doicescu. Prima fază a concursului a fost ceea de sistematizare, care a durat 2 ani. După acești doi ani s-au început lucrările de sistematizare a bulevardului, iar pentru clădirea în sine a Casei Republicii, a început concursul în 1980 și s-a terminat în 1982. Imediat după ce Anca Petrescu a câștigat concursul au și început săpăturile. Ceremonia așezării pietrei fundamentale a avut loc pe 25 iunie 1984.
La construcția Casei Poporului au lucrat nu mai puțin de 20.000 de muncitori, jumătate civili, jumătate militari, timp de 5 ani. Colectivul Ancăi Petrescu era constituit din 150 de arhitecți. Anca Petrescu făcea concepția, prezentând-o lui Ceaușescu în machetă sau în vederi ca pe urmă colectivul să facă desenul de coloană, după macheta și picturile pe care le prezentase.

### 1989-1993
După revoluție, deoarece Casa Poporului era văzută ca un simbol al comunismului, a devenit obiectul agresiunii poporului, materializată prin furturi. Printre singurii care mai veneau pe șantier se număra Anca Petrescu, muncitorii renunțând să mai lucreze la edificiu.
Anca Petrescu devine și ea subiectul urii populare în 1989. Hulită în țară, Anca Petrescu a fost silită să plece peste granițe. Ziaristul Frédéric Mitterrand⁠(fr)[traduceți] o invită în 1990 la Paris, ajutând-o să se lanseze internațional în meseria care aici îi adusese numai ură. Acolo oamenii o priveau ca pe o minune: „În perioada în care aici se trăgea în mine, acolo oamenii m-au apreciat și mi-au dat de lucru. Spuneau că dacă am fost în stare să fac o asemenea clădire, înseamnă că e ceva de capul meu. Așa am ajuns să primesc contracte internaționale, am lucrat la New York, la Paris, în lumea arabă”, povestește Petrescu.
Anca Petrescu face la Paris cunoștință cu multe personaje cu nume sonore printre care se numără și cunoscuții designeri francezi Philippe Starck și Gisela Trigano. Anca Petrescu face proiecte în Dubai, Miami, Paris, Maroc etc.

### 1993-2013
Anca Petrescu revine în Romania și înființează firma "Anca House SRL", reluând proiectarea la actualul Palat al Parlamentului.

## Politică
Între 2004 - 2008 a fost aleasă deputat de Mehedinți pe listele PRM. A fost vicepreședinte al Comisiei pentru politica externă și a făcut parte din Delegația Parlamentului României la Adunarea Uniunii Europei Occidentale. De asemenea, a fost președintele Grupului parlamentar de prietenie cu Japonia, între 2005 și 2008. Anca Petrescu a fost membru în grupurile parlamentare de prietenie cu Malaezia, Regatul Maroc și Republica Franceză-Adunarea Națională.

## Legături externe
- http://www.evz.ro/cine-a-salvat-casa-poporului-de-la-ura-nationala-in-90-video-883286.html
- http://qsl.ro/nini/?q=node/394
- http://www.ziarulring.ro/stiri/interviu/223753/-N-am-fost-nepoata-ei-Elena-Ceausescu-mi-a-facut-viata-un-cosmar-Citeste-un-tulburator-interviu-testament-acordat-ring-de-Anca-Petrescu-arhitecta-Casei-Poporului Arhivat în 15 martie 2015, la Wayback Machine.
- http://inpolitics.ro/dezvaluire-a-arhitectei-anca-petrescu-firme-de-familie-vor-sa-puna-cupola-de-termopan-la-casa-poporului_1831610.html